# Hugo Gernsback

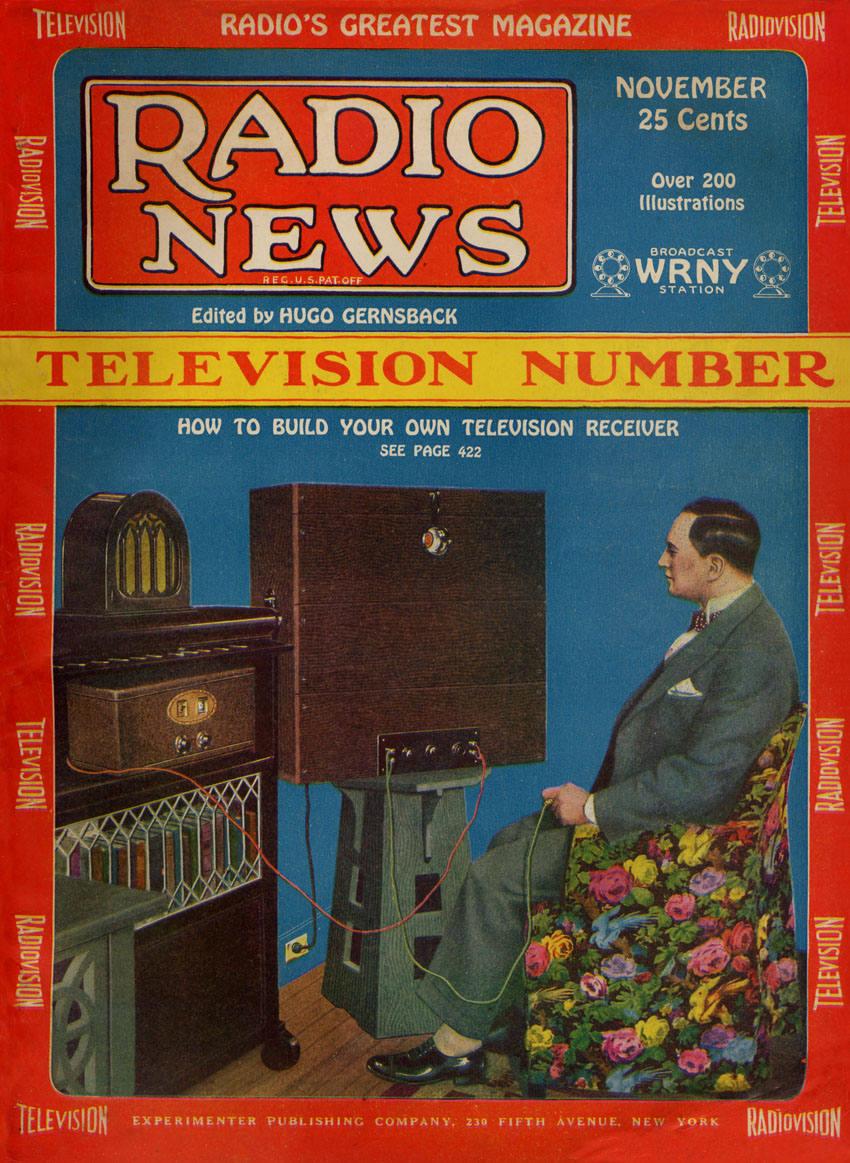
Hugo Gernsback schaut eine Fernsehübertragung von seinem Rundfunksender WRNY auf dem Cover der Novemberausgabe 1928 von Radio News

Hugo Gernsback, geboren als Hugo Gernsbacher (* 16. August 1884 in Luxemburg (Stadt); † 19. August 1967 in New York City), war ein US-amerikanischer Radiotechniker, Verleger und Science-Fiction-Autor.

## Leben
Gernsback (ursprünglich Gernsbacher) wurde im Stadtteil Bonneweg der luxemburgischen Hauptstadt geboren. Er studierte drei Jahre lang Mathematik und Elektrotechnik am Technikum in Bingen:63 (heute Technische Hochschule Bingen). 1904 wanderte er in die USA aus.:63 Er heiratete dreimal: Rose Harvey 1906, Dorothy Kantrowitz 1921, Mary Hancher 1951.

### Technische Erfindungen und Visionen
1924 schlug Gernsback eine Methode zur Konservierung von Leichen vor, über die das Magazin Science and Invention berichtete. Die Körper der Toten sollten mittels Galvanisierung mit einer Metallschicht überzogen werden, um die Umrisse des Körpers, die Gesichtszüge und sogar die Haare der Nachwelt zu erhalten. Das Verfahren hatte er angeblich an einem größeren Fisch erfolgreich getestet: „Das Innere des Fisches wurde ausgenommen, dann wurde die Eingeweidehöhle mit Wachs gefüllt, der Fisch getrocknet und schließlich mit Graphit bestrichen, um ihn elektrisch leitend zu machen. Darauf wurde er in einem Bad verkupfert, und zwar derart, daß jede Schuppe und Flosse deutlich erhalten blieb. Keine Einzelheit ging verloren. Nachträglich wurde dann der Kupferfisch noch versilbert.“
Ebenfalls 1924 hatte er die Idee, ferngesteuerte Flugzeuge mit Fernsehkameras auszurüsten. 1925 erfand Hugo Gernsback eine neue Schaltung für Rundfunkempfänger, den Interflex. Im gleichen Jahr prophezeite er in seinem Artikel „Radio im Jahre 1935“, dass zu diesem Zeitpunkt „Fernsehen und Hörempfang innig verbunden sein werden und trotzdem die Handhabung eines derartigen Apparates äußerst einfach sein wird. Auch mehr Stationen als jetzt wird man im selben Wellenbereich unterbringen können, ohne daß sie sich gegenseitig stören.“
1925 gründete Gernsback den Rundfunksender WRNY. Als Abstimmhilfe strahlte der Sender vor Beginn des Programms sowie während der Pausen „einen eigenartigen flötenartigen Ton oder vielmehr drei deutlich zu unterscheidende Töne in rascher Aufeinanderfolge“ aus, welche das Staccaton-Abstimmsignal bildeten. WRNY sendete auch als erster Rundfunksender der Welt ein Zeitsignal zur automatischen Übertragung der aktuellen Uhrzeit.
Außerdem war er an der Ausstrahlung von Fernsehsendungen beteiligt. Aus dem Jahre 1925 stammt Gernsbacks Vorschlag eines „Radio-Polizisten“, um „bei Zusammenrottungen die Massen im Zaume zu halten, ohne ihnen, wie das beim Einsetzen der bewaffneten Macht der Fall sein kann, Schaden an Leib und Leben zuzufügen“.
Hugo Gernsback hatte im Jahre 1927 die Idee, eine Funkverbindung für die Kommunikation zwischen zwei weit entfernten Punkten auf der Erde herzustellen, indem der Mond als passiver Reflektor verwendet wird. Damit kann er als Erfinder der Erde-Mond-Erde-Verbindung gelten, die erst nach dem Zweiten Weltkrieg in den USA technisch realisiert wurde.
1927 schlug er ein „Radioklavier“ vor, bei dem die Töne durch Elektronenröhren erzeugt und damit frei von Obertönen sein sollten. Damit ist Gernsback auch einer der Väter der Elektronischen Orgel.
Bereits 1936 schwebten Gernsback Teleyglasses vor, die heute als Virtual-Reality-Headset verbreitet sind. Er hielt sie zunächst für nicht technisch umsetzbar. Erst Anfang der 1960er Jahre hielt er Television Eyeglasses für 3D-Film auf Grundlage miniaturisierter Braunscher Röhren für realisierbar.:68
1945 hatte Hugo Gernsback die Vision, Rundfunkgeräte mit Radionuklidbatterien auszustatten, um sie jahrzehntelang ohne externe Stromversorgung betreiben zu können.
1949 konstruierte Gernsback eine sehr wirksame Innenantenne für den Fernsehempfang.
1951 hatte er die Idee für Heiratsvermittlung mit Hilfe eines Computers (Electronic Mating), was im Internet heute als Matching Realität ist.:63
Im Jahr 1954 sah er Telemedizin voraus (von ihm Teledoctoring genannt), bei dem ein Patient mittels einer Kombination von Bildschirm und Kamera einen Arzt von zu Hause aus konsultieren konnte.:63
Gernsback war auch ein Erfinder und erwarb 80 Patente. So erfand er eines der ersten elektronischen Musikinstrumente unter der Verwendung von Oszillatoren, das Staccatone.

### Wirken als Autor und Herausgeber
Gernsback gab 1926 die Zeitschrift Amazing Stories heraus und hat damit das moderne Genre der Science-Fiction-Literatur begründet. Zudem begründete er den Begriff Science Fiction. Deren wichtigster Illustrator wurde der gebürtige Wiener Frank R. Paul. Gernsback spielte auch bei der Begründung des Science Fiction Fandom eine Schlüsselrolle, indem er in seinen Zeitschriften die Adressen von Leserbriefschreibern veröffentlichte.
Gernsback schrieb auch selbst Science-Fiction, einschließlich des Romans Ralph 124C 41+, den er erstmals von April 1911 bis März 1912 in seinem Magazin Modern Electrics veröffentlichte. Der Titel des Romans lautet, auf Englisch gesprochen, „Ralph one two four c four one“, was man auch verstehen kann als „Ralph, one to foresee for one“. Das bedeutet auf Deutsch: „Ralph, einer der für uns in die Zukunft schaut“. Sein Werk wird allgemein aufgrund der Vielfalt seiner Ideen als lesenswert angesehen, weniger wegen seiner literarischen oder erzählerischen Qualität.

## Ehrungen
Der Science-Fiction-Achievement-Preis, der jedes Jahr aufgrund der Abstimmung von Mitgliedern der World Science Fiction Society verliehen wird, wurde nach Gernsback Hugo benannt. 1970 wurde ein Mondkrater nach ihm benannt. Gernsback wurde 1996 in die Science Fiction and Fantasy Hall of Fame aufgenommen.
Nach Hugo Gernsbach ist eine Straße im Luxemburger Geschäfts- und Bankenviertel Kirchberg-Plateau benannt, die Rue Hugo Gernsback (1855 Kirchberg-Plateau, Luxemburg). Auch die dortige Bushaltestelle trägt seinen Namen (Karte).

## Trivia
- Im Videospiel Mass Effect 2 ist der Name eines abgestürzten Raumschiffes Hugo Gernsback.[19]
- Im 1967 produzierten französisch-italienischen Film Der Teufelsgarten von Yves Boisset mit Claudio Brook und Klaus Kinski heißt ein die Weltzerstörung anstrebender Wissenschaftler Hugo Gernsback.[20]
- Gernsback äußerte 1953 die Ansicht, in Zukunft werde die Sprache „knapper, gedrängter werden, mit weit weniger Wörtern auskommen […], darunter aber vielen neuen, wie permadollar (wertbeständiger Dollar), Geopolis (Name der Erdhauptstadt)“.[21]
- Gernsback sprach fließend Deutsch, Französisch, Englisch sowie Luxemburgisch.[3]:62

## Werke

### Romane
- The Scientific Adventures of Baron Münchausen (1915, 2006)
- Ralph 124C 41+: A Romance of the Year 2660 (1925)
  - Ralph 124C 41+. Deutsch von Eugen Müller-Frantz. Heyne, München 1973 (Heyne-Bücher 3343).
- Ultimate World (1971, postum)
  - Invasion 1996. Deutsch von Fritz Steinbeck. Heyne, München 1973 (Heyne-Bücher 3351).

### Essaysammlungen
- Evolution of Modern Science Fiction (1952)
- Hugo Gernsback: A Man Well Ahead of His Time (2007, hrsg. von Larry Steckler)
- The Perversity of Things: Hugo Gernsback on Media, Tinkering, and Scientifiction (2016)

### Zeitschriftenartikel
- Wie verfertige ich einen Radio-Tänzer? Eine Radiospielerei für Weihnachten. In: Österreichischer Radio-Amateur. Das gesamte Radiowesen in Wort und Bild, Jahrgang 1925, S. 309–311 (online bei ANNO).
- Die Interflex-Schaltung. In: Radiowelt. Illustrierte Wochenschrift für Jedermann, Heft 35/1925, S. 12–14 (online bei ANNO). (Mit Foto von Hugo Gernsback.)
- Der rückgekoppelte Interflex-Empfänger. In: Österreichischer Radio-Amateur. Das gesamte Radiowesen in Wort und Bild, Jahrgang 1926, S. 26–32 (online bei ANNO).
- „Drahtloses“ Tanzen bei Radiomusik. In: Österreichischer Radio-Amateur. Das gesamte Radiowesen in Wort und Bild, Jahrgang 1926, S. 162–164 (online bei ANNO).
- Das Detektorium. In: Österreichischer Radio-Amateur. Das gesamte Radiowesen in Wort und Bild, Jahrgang 1926, S. 565–566 (online bei ANNO).
- Ist ein drahtloser Verkehr mit den Planeten möglich?. In: Österreichischer Radio-Amateur. Das gesamte Radiowesen in Wort und Bild, Jahrgang 1927, S. 225–229 (online bei ANNO).
- Der »Zeitautomat«. In: Radiowelt. Illustrierte Wochenschrift für Jedermann, Heft 22/1927, S. 9 (online bei ANNO).
- Der „Peridyne“-Fünfröhrenempfänger. In: Österreichischer Radio-Amateur. Das gesamte Radiowesen in Wort und Bild, Jahrgang 1928, S. 109–115 (online bei ANNO).

## Filme
- Tune Into The Future; ein Dokumentarfilm von Eric Schockmel von 2020 über das Leben von Hugo Gernsback[22]